# Izet Hajrović
Izet Hajrović (Brugg, 4 de agosto de 1991) é um futebolista bósnio nascido na Suíça, que atua como meia.

## Carreira
Hajrovic começou a carreira no Grasshopper Club.